# Зграда школе у Витежеву
Зграда Основне школе и стара кућа у школском дворишту у Витежеву су подигнуте 1895. године, по оснивању школе. Као целина су проглашени за непокретно културно добро као споменик културе.

## Историјат
Основна школа у Витежеву основана је 1894. године и прве године је радила у приватној кући. Наредне 1895. године пресељена је у школску зграду у центру села, поред главног пута, а први учитељ био је Павле Лукић. Све до Другог светског рата носила је назив „Државна народна школа Стеван Високи“. За време бугарске окупације служила је као затвор и стационар за официре, а била је и паљена. Темељи старе школе сачувани су источно од садашње школске зграде.

## Зграда школе
Зграда основне школе је правоугаоне основе, оријентисана својом ужом страном према северу, односно према улици. Објекат је приземан, са подрумом само испод јужног дела. У организационом смислу подељена је на два дела. Део намењен ђацима има дугачак ходник из кога се улази у две учионице и једну канцеларију. Други део зграде је економски и има издвојен улаз. Ту су смештене кухиња и трпезарија, као и степениште за подрум и таван. Зидана је опеком старог формата. Кров је четвороводни, а кровни покривач бибер цреп. Подови у учионицама и канцеларији су дрвени.

## Стара кућа
Јужно од школске зграде у дворишту се налази стара кућа са тремом из 19. века. Зидана је на темељу од ломљеног камена као чатмара, окречена споља и изнутра. Кров је четвороводни, а кровни покривач ћерамида. У организационом смислу зграда има четири просторије и трем, али нема димњак. У две просторије таванице су од шашовца и дрвених греда, док су у друге две олепљене коленикама. Под је од набијене земље. Током времена имала је различите намене, па је у једном периоду ту била смештена и месна заједница.